# 大廟灣刻石
22°16′15.1536″N 114°17′24.81″E / 22.270876000°N 114.2902250°E

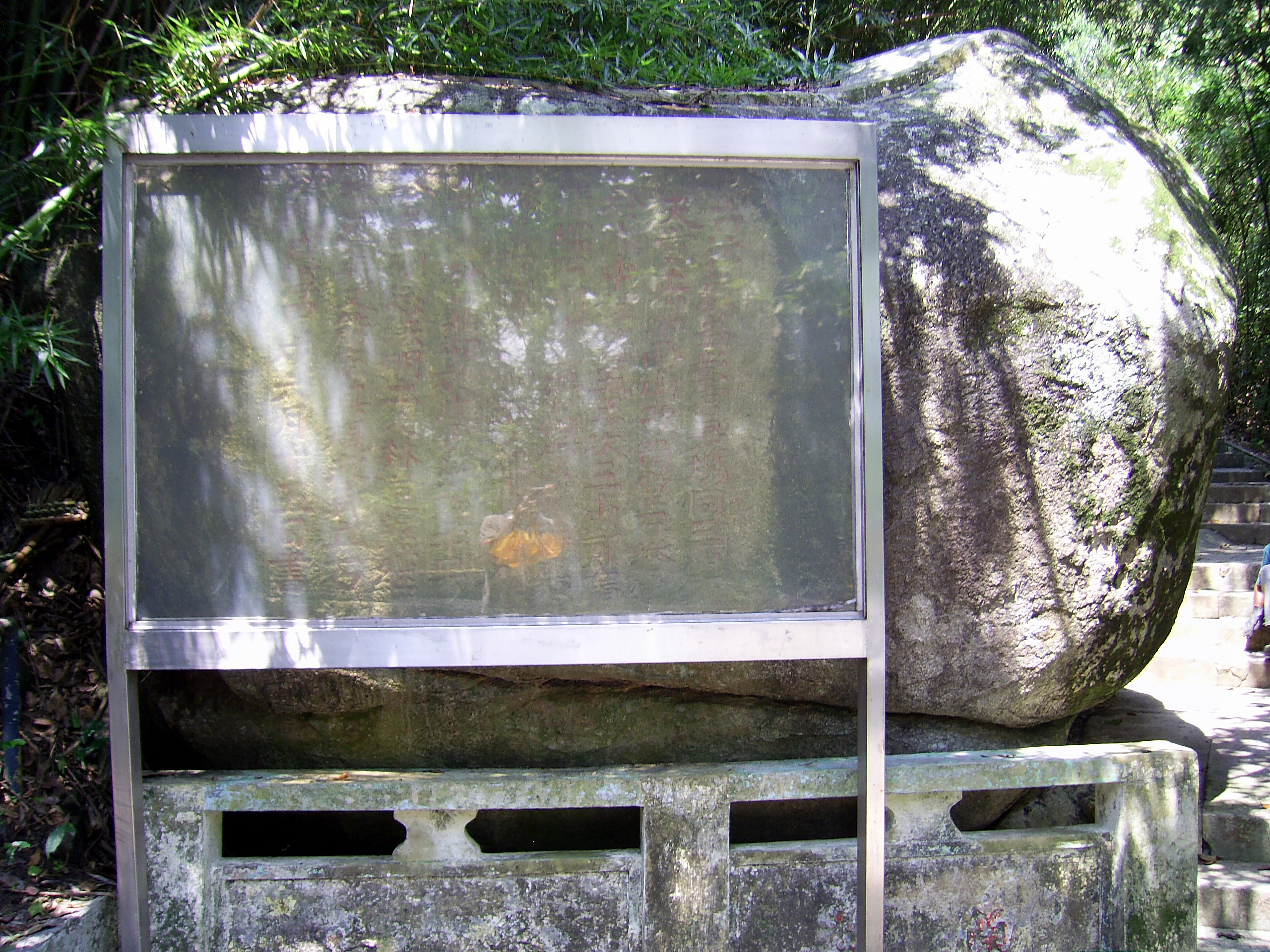
大廟灣刻石

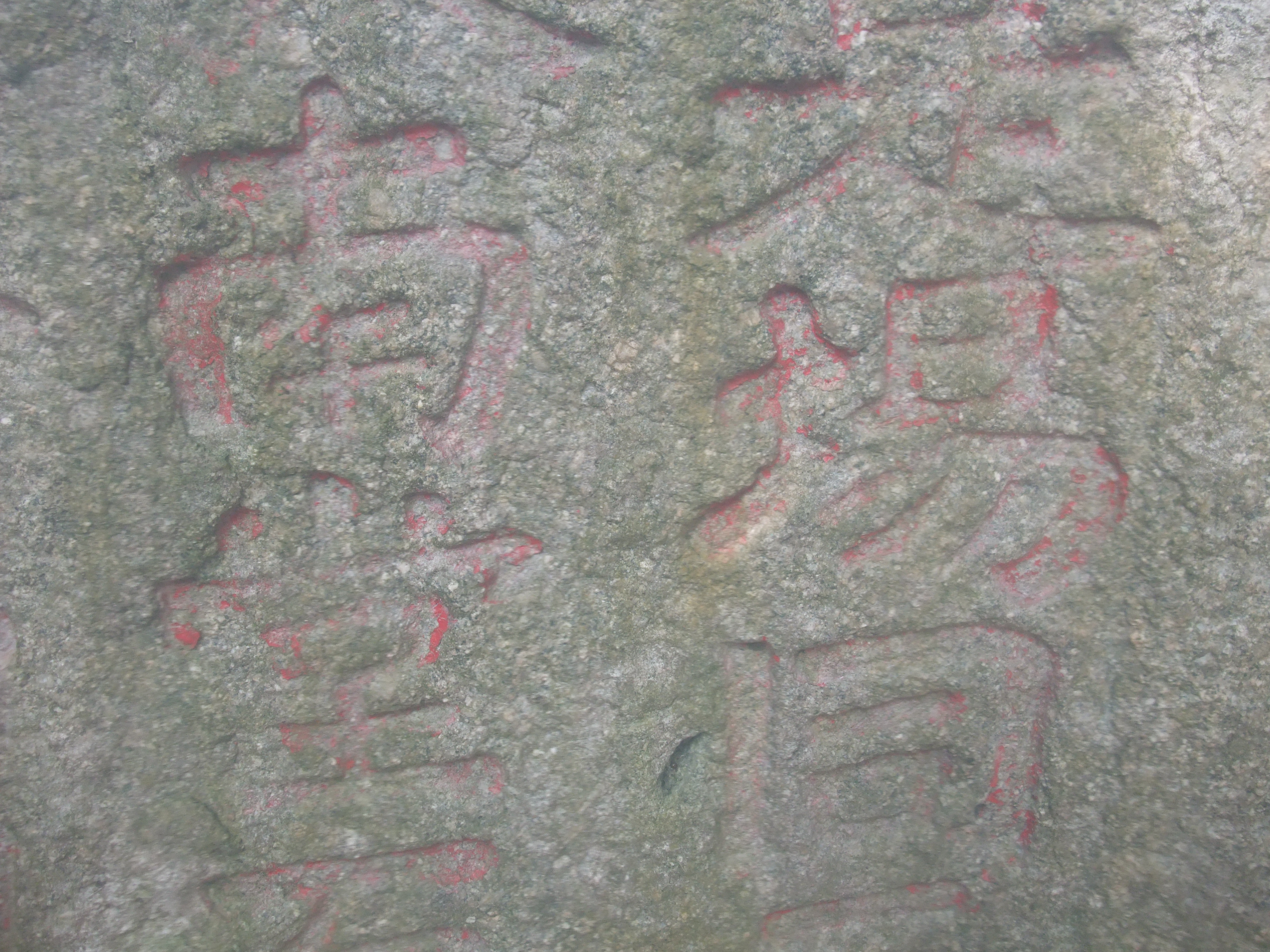
近攝大廟灣刻石

大廟灣刻石，又名地堂咀刻石，是香港最早有紀年的刻石，位於新界西貢區清水灣半島南部的大廟灣地堂咀，鄰近佛堂門一帶。石刻刻於南宋咸淳十年（1274年），記載了當時官富場鹽官嚴益彰到南北佛堂（即東龍洲和大廟灣）遊覽，以及該處附近的佛堂門天后古廟的歷史。該刻石已被列為香港法定古蹟。
大廟灣刻石於1955年由一名叫余謙的建築師發現。石刻長約10呎、高約5呎，厚約5吋，刻有108字，分為9行，每行12字。

## 碑文
原文（「□」為分辨不到的文字）：
古汴嚴益彰官是場同三山何

天覚来遊兩山攷南堂石塔建

於大中祥符五年次三山鄭廣

清堞石刊木一新两堂□永嘉

滕了覚継之北堂古碑乃泉人

辛道樸鼎刱於戊甲莫攷年號

今三山念法明土人林道義継

之道義又能宏其規求再立石

以紀咸淳甲戌六月十五日書

語譯：
汴梁人（河南省開封市）嚴益彰，為本場（官富場）鹽官，和三山人（福建省福州市）何天覺，同來南北佛堂遊覽。據考證所得，南佛堂的石塔在宋大中祥符五年（即1012年）建成。其後，三山人鄭廣清，搬運石材，砍伐木料，將兩堂重修。（脫字）滕了覺也曾修葺南北兩堂。至於北佛堂的古碑，則是泉州人（福建省泉州市）辛道樸在戊申年所立；不過，究竟是哪一年號的戊申，已無法查考。現在，三山人念法明和本地人林道義，又再修繕南北佛堂；林道義更擴充其規模，同時請求再次書文立石，記述南北佛堂修廟的經過。咸淳甲戌年六月十五日（即1274年7月20日）。

## 站外鏈結
- 康樂及文化事務署 — 大廟灣刻石（页面存档备份，存于）